# Rotala fontinalis
Rotala fontinalis är en fackelblomsväxtart som beskrevs av William Philip Hiern. Rotala fontinalis ingår i släktet Rotala och familjen fackelblomsväxter. Inga underarter finns listade i Catalogue of Life.